# Stenoptilia succisae
Stenoptilia succisae is een vlinder uit de familie van de vedermotten (Pterophoridae). De wetenschappelijke naam van de soort is voor het eerst geldig gepubliceerd in 1991 door Gibeaux & Nel.